# Одеський національний медичний університет
Одеський національний медичний університет (скор. ОНМедУ) (до 21 серпня 2010 року — Одеський державний медичний університет (скор. ОДМУ)) — вищий навчальний заклад України, розташований у м. Одеса. Університет засновано в 1900 році як факультет Новоросійського університету. Після Жовтневої революції був виділений у Одеський медичний інститут, потім отримав ім'я М. І. Пирогова. У 1990-х роках цей навчальний заклад отримав статус університету та відповідну назву (Одеський державний медичний університет).
21 серпня 2010 року Указом Президента України № 862/2010 Одеському державному медичному університету надано статус національного і постановлено надалі іменувати його — Одеський національний медичний університет.

## Історія

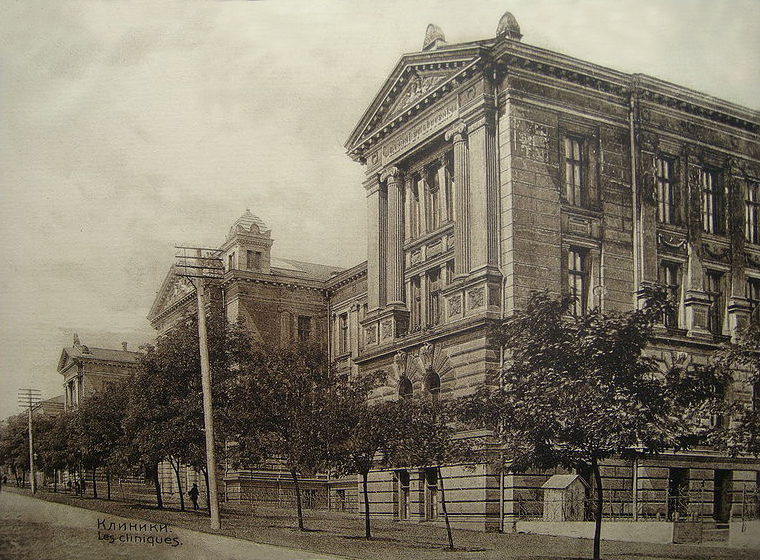
Вигляд головного корпусу Медичного факультету на початку ХХ ст. Архітектор М. К. Толвінський, корпус закладений 2/14 вересня 1898 р., прийнятий в експлуатацію — 16 (29) березня 1903 р..

Медичний факультет Новоросійського університету було відкрито 1 вересня 1900 року (за старим стилем).
Факультет мав блискучі перспективи, тому що в ньому працювали відомі вчені. Спеціально до відкриття факультету було завершено будівництво основних корпусів та клінік, які споруджувались за останнім словом тогочасного будівельного та архітектурного мистецтва. За загальним визнанням, цей факультет був найпрестижнішим та найоснащенішим медичним навчальним закладом Російської Імперії тих часів.
Проте, вдалий старт було значно загальмовано революційними подіями 1905—1917 рр., Першою світовою війною та громадянською війною. Мав сплинути час, аби після зруйнування старої системи вищої школи на нових засадах почав здійснюватись її повільний підйом. Однак те позитивне, що було закладене ще в дореволюційні часи, скоро почало давати плоди.
У 1920 р. медичний факультет Новоросійського університету було реформовано в самостійний вищий навчальний заклад — медичний інститут, який знов перетворився в провідний ВНЗ півдня країни.
Назавжди до історії світової науки увійшли імена мікробіолога М. Ф. Гамалії та ректора інституту Л. В. Громашевського — учня академіка Заболотного.
У 1920-ті роки активно формуються і розвиваються основні наукові школи, які принесли Одеському медичному інституту всесвітню славу. Це — одеська терапевтична школа, заснована учнями С. П. Боткіна — професорами С. В. Левашовим та П. О. Вальтером, їх продовжувачами стали Л. П. Дмитренко, М. Д. Стражеско, Ф. Г. Яновський, М. О. Ясиновський. В цей час плідно розвивається одеська офтальмологічна школа, одним із засновників якої був професор С. С. Головін. Подальше її становлення та всесвітня слава пов'язані з ім'ям академіка В. П. Філатова.

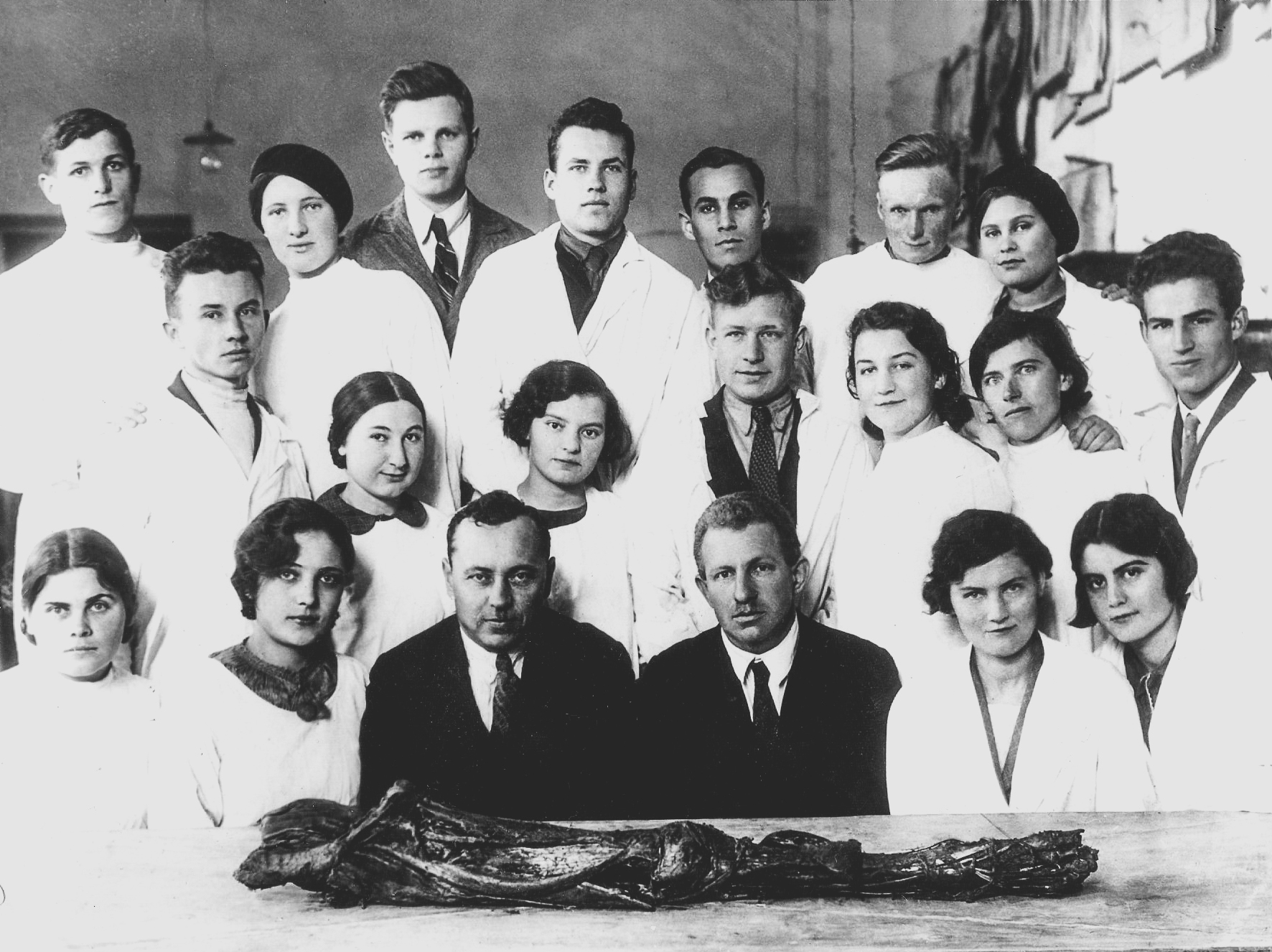
Студенти Одеського Медичного Інституту група № 10 Лікувальний факультет. 1935 р.

Ще в дореволюційні часи зароджується відома школа патологів, засновником якої був перший декан Медичного факультету В. В. Підвисоцький. Його найближчими помічниками та учнями були О. О. Богомолець і Д. К. Заболотний, які пізніше очолили Академію Наук України. Одночасно формується велика наукова школа вченого-патолога В. В. Вороніна. На його ідеях формувались майбутні видатні вчені В. П. Філатов, Л. П. Дмитренко, С. І. Винокуров, Л. О. Черкес, М. О. Ясиновський, В. К. Жгенті, Д. М. Хаютін та ін. Не можна не згадати когорту відомих морфологів — професорів М. К. Лисенкова, М. С. Кондратьєва, Ф. А. Волинського, В. Й. Бушковича та ін. Їх оригінальні роботи отримали визнання в усьому світі.
У 1921 р. в Одеському медичному інституті заснована перша в Україні кафедра інфекційних хвороб, яку очолив В. К. Стефанський.
У 1921‒1959 існував також Одеський хіміко-фармацевтичний інститут.

(з 1959 Запорізький фармацевтичний інститут, 
згодом Запорізький медичний інститут; нині також існує Інститут хімічних технологій та фармації Національного університету «Одеська політехніка»)

## Сучасність
За роки існування незалежної України ОДМУ перетворився в один із провідних медичних університетів. Він є членом Міжнародної та Європейської Асоціації університетів. Завдяки цьому рівень навчання студентів та підготовки фахівців наближений до світових стандартів. Сьогодні на шести факультетах і 58 кафедрах університету навчається близько 6 тисяч студентів і курсантів, 1300 з них — громадяни 52 іноземних країн. Навчання іноземних студентів здійснюється російською, українською і англійською мовами. Післядипломну освіту отримують 250 аспірантів, стажерів, магістрів та клінординаторів.
Професорсько-викладацький колектив складається з 106 докторів наук-професорів і 410 кандидатів наук-доцентів. Серед них 20 академіків державних та галузевих академій, 42 члена закордонних академій, 39 заслужених діячів науки і техніки, заслужених лікарів та працівників народної освіти, 10 лауреатів державних та інших престижних міжнародних премій.
Університет має сучасну матеріально-технічну базу для навчальної, наукової та лікувально-діагностичної роботи. Це сприяє впровадженню в навчальний процес та лікувальну практику новітніх досягнень медичної науки, в тому числі ендоскопічних, лапароскопічних, трансплантологічних технологій, тканинної терапії, генетичної медицини та ін.
За останні роки створені унікальні науково-лікувальні підрозділи університету: власні стоматологічна та багатопрофільна університетські клініки, НДІ молекулярно-генетичної та клітинної медицини, НДІ клінічної біофізики. Успішно функціонують створені спільно з органами охорони здоров'я лікувально-діагностичні центри: кардіоревматології, мікрохірургії ока, остеосинтезу, ендоскопічної і лазерної хірургії, дитячої кардіології, токсикології та ін.
Створення в університеті видавничо-поліграфічного комплексу дозволило видавати чотири наукових журнали, які ліцензовані ВАК України, підручники та навчальні посібники, авторами яких є науковці університету. Навчальна література серії «Бібліотека студента — медика» видається українською, російською та англійською мовами. За роки існування видавництва світ побачили 170 найменувань навчальної літератури загальним тиражем 205 тисяч примірників.
В грудні 2008 р. прийняла перших читачів нова студентська бібліотека університету, яка матиме абонементи для студентів молодших та старших курсів, читальний зал на 140 місць, комп'ютерний зал, електронну бібліотеку.
Комп'ютерний парк в університеті налічує 480 комп'ютерів, 300 з них підключені до мережі Інтернет.
Навчальна робота є пріоритетною в університеті. Вона здійснюється за навчальними планами, адаптованими до Болонської системи. Це забезпечує збалансовану фундаментальну, спеціальну і гуманітарну підготовку фахівців на стику різних галузей медичної науки. В навчальний процес впроваджене тестування, кредитно-модульна система, дистанційний метод навчання, незалежна система експертної оцінки знань студентів.
Університет має 12 навчальних корпусів загальною площею 27,7 тисяч м2, 608 навчальних аудиторій, кабінетів, лабораторій. В шести гуртожитках мешкає близько 3 тисяч студентів. Книжковий фонд бібліотеки університету становить 800 тисяч книг.
За роки існування Одеський національний медичний університет підготував 74 тисячі лікарів, 590 докторів і близько 4 тисяч кандидатів наук. Серед них 9 тисяч лікарів і більш ніж 100 кандидатів наук є громадянами іноземних країн.

## Корпуси і кампуси

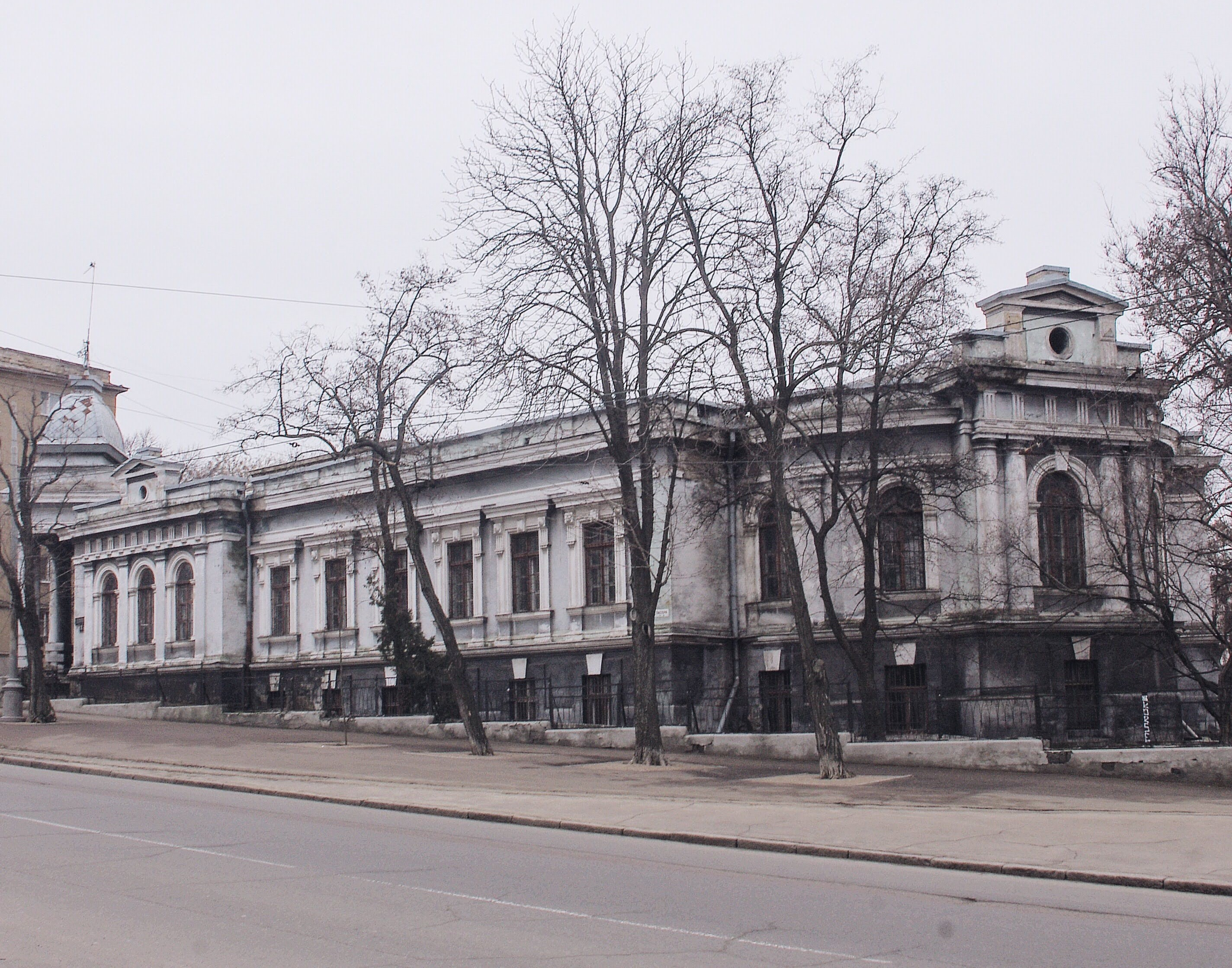
Кафедра Філософії, біоетики та іноземних мов

В університеті працюють 43 клінічні кафедри, які дислокуються в 63 лікувально-профілактичних установах в м. Одеса та області. Усі кафедри університету мають свій сайт в мережі інтернет, на якому розміщені всі необхідні методичні матеріали російською, українською та англійською мовами. У бібліотеці університету створений електронний каталог усього фонду книг та журналів (більше ніж 700 тис. найменувань), електронний фонд навчальної літератури, забезпечений on-line доступ до електронних ресурсів. Для ефективного безперервного професійного розвитку лікарів та провізорів створений Центр дистанційної освіти. В університеті створені всі умови для активного студентського дозвілля.
Університетський спортивний комплекс має 6 спортивних залів: ігрових видів спорту, настільного тенісу, аеробіки та художньої гімнастики, шейпінгу, тренажерний зал та легкоатлетичний манеж. Працюють декілька спортивних секцій: легкої атлетики, баскетболу, гандболу, тенісу, пауерліфтінгу, гирьового спорту, плавання, фехтування, міні-футболу, боротьби дзюдо, боротьби самбо, шахів. У гуртожитках є спортивні майданчики та тренажерні зали. На березі Чорного моря у Люстдорфі розташована спортивно-оздоровча база для студентів. В університеті існує центр студентської творчості «VITA». У ньому активно діють 30 різножанрових творчих колективів (вокальна студія «Гармонія», ансамбль сучасного та естрадного танцю «Експромт», ансамбль фольклорного співу і танцю та інші), що об'єднує близько 250 студентів. У 5 гуртожитках проживає майже 2500 студентів.

## Інститути і факультети
В університеті станом на 2021 рік організовано 6 факультетів: медичний № 1 (спеціальність «Лікувальна справа»), медичний № 2 (спеціальність «Лікувальна справа»), стоматологічний, фармацевтичний, міжнародний, післядипломної освіти.

## Ректори
- Шведов Федір Никифорович (1900—1903)
- Деревицький Олексій Миколайович (1903—1905)
- Занчевський Іван Михайлович (1905—1907)
- Левашов Сергій Васильович (1907—1913)
- Кішенський Дмитро Павлович (1913—1917)
- Заболотний Данило Кирилович (1920—1921)
- Костямін Микола Миколайович (1921—1922)
- Громашевський Лев Васильович (1923—1927)
- Боркусевич Сигізмунд Йосипович (1928—1929)
- Лаврецький Олександр Львович (1929—1932)
- Шашко Павло Іванович (1932—1934)
- Щербина Іван Олексійович (1935—1937)
- Розман Михайло Лазарович (1937—1941)
- Гаспарян Ашот Михайлович (1944—1949)
- Мотненко Антон Наумович (1949—1951)
- Дейнека Іван Якович (1951—1967)
- Корхов Сергій Іванович (1967—1981)
- Бабов Дмитро Михайлович (1981—1983)
- Ільїн Ігор Іванович (1984—1994)
- Запорожан Валерій Миколайович (1994—2018)
- Сухін Юрій Віталійович (в.о.) (2018—2020)
- Вастьянов Руслан Сергійович (в.о.) (2020)
- Запорожан Валерій Миколайович (з 2020)

## Відомі викладачі
- Аряєв Леонід Миколайович — лікар, анестезіолог-реаніматолог
- Аглицький Семен Семенович — лікар-гігієніст. Доктор біологічних наук (1942), професор (1934).
- Борзов Михайло Васильович — завідувач кафедри дерматології в 1959—1973 роках.
- Варламов Володимир Іванович — лікар-гігієніст. військовий лікар. Доктор медичних наук (1954), професор (1956). Учасник 2-ї світової війни. Державні та бойові нагороди.
- Єлін Володимир Леонтійович — мікробіолог, професор, завідувач кафедри мікробіології.
- Ковальова Людмила Миколаївна — академік Нью-Йоркської академії наук;
- Коровицький Леонід Костянтинович — терапевт і інфекціоніст, професор, заслужений діяч науки УРСР.
- Корхов Іван Петрович (1888—1948) — доктор медицини (1921), професор (1930).
- Кушнір Олег Сергійович (1967—2018) — полковник медичної служби Збройних сил України, учасник російсько-української війни.
- Лавров Анатолій Петрович — завідувач кафедри дерматології в 1953—1955 роках.
- Лебедюк Михайло Миколайович — завідувач кафедри дерматології та венерології з 2003 року.
- Матусіс Ісаак Абрамович — інфекціоніст-дермовенеролог.
- Лобановський Гліб Іванович — завідувач кафедри дерматології в 1974—2002 роках.
- Огоновський Тадей Михайлович —доцент, терапевт, улюблений і майстерний лектор.
- Семенченко Григорій Іванович — хірург-стоматолог, деканом стоматологічного факультету, Заслужений діяч науки УРСР.
- Сердюк Валентин Вікторович— професор кафедри травматології та ортопедії. Доктор медичних наук.
- Резник Борис Якович — академік, відомий педіатр.
- Трохимчук Віктор Васильович — доктор фармацевтичних наук, професор, декан фармацевтичного факультету, Заслужений працівник освіти України.
- Шевальов Євген Олександрович  — завідувач кафедри психіатрії, професор.

## Почесні доктори та відомі випускники
- Абрамов Юрій Олександрович — лікар-уролог,, доктор медичних наук (1975).
- Гирля Володимир Іванович — доктор медичних наук, професор, завідувач кафедри госпітальної хірургії та хірургії стоматологічного факультету Одеського державного медичного університету.
- Коваленко Анатолій Федорович — декан стоматологічного факультету Одеського медичного інституту (1984—1998), завідувач кафедри ортопедичної стоматології (1984—1999), доктор медичних наук, професор
- Корабльов Микола Васильович — декан факультету фізичного виховання Одеського педагогічного інституту ім. К. Д. Ушинського (1953—1970 рр.), доцент
- Кресюн Валентин Йосипович (народився в 1941) — український вчений у області фармакології, член-кореспондент Національної академії медичних наук України, почесний діяч науки та техніки України. Закінчив Одеський медичний інститут у 1970 році.
- Кушнарьов Михайло Андрійович (1903-19??) — український бактеріолог. Ректор Київського державного університету (1934—1936).
- Литвак Леонід Борисович — лікар-невролог, доктор медичних наук, професор, заслужений діяч науки УРСР.
- Мазур Іван Єгорович (1914—1990) — дивізійний лікар 30-ї кавалерійської Житомирсько-Новобугської дивізії. Закінчив Одеський медичний інститут у 1941 році.
- Мельник Марко Никифорович (1914—1997) — лікар-епідеміолог, доктор медичних наук, випускник університету (1939) та завідувач кафедри організації охорони здоров'я (1962—1963).
- Резник Борис Якович (1929—1997) — академик НАМН України, член-кореспондент Національної академії медичних наук України, доктор медичних наук, професор. Закінчив Одеський медичний інститут у 1950 році.
- Ропотан Андрій Григорович — акушер-гінеколог, кандидат медичних наук, головний лікар Хмельницького міського перинатального центру.
- Соколовський Валентин Степанович — доктор медичних наук, професор.
- Стефанов Олександр Вікторович (1950—2007) — академік НАМН України, директор Інституту фармакології і токсикології АМН України. Закінчив Одеський медичний інститут у 1973 році.